# سقوبة
السَقُوْبة أو خَنَّاسَةُ الوِصَالِ، هي شيطانة أو كائن خارق للطبيعة في التراث الشعبي، تظهر في الأحلام لإغواء الرجال، عادةً من خلال ممارسة الجنس. النظير الذكر للسقوبة هو الحضون.